# Marija Anikanowa
Marija Michajłowna Anikanowa z d. Kułakowa (ros. Мария Михайловна Аниканова z d Кулакова, ur. 25 listopada 1916 – zm. 2005) – radziecka łyżwiarka szybka, srebrna medalistka mistrzostw świata.

## Kariera
Największy sukces w karierze Marija Anikanowa osiągnęła w 1952 roku, kiedy zdobyła srebrny medal podczas wielobojowych mistrzostw świata w Kokkola. W zawodach tych rozdzieliła na podium rodaczkę, Lidiję Sielichową oraz Randi Thorvaldsen z Norwegii. Anikanowa wygrała tam bieg na 3000 m, zajęła trzecie miejsce na 5000 m, czwarte na 1000 m oraz szóste w biegu na 500 m. Był to jedyny medal wywalczony przez nią na międzynarodowej imprezie tej rangi. Zajęła też między innymi piąte miejsce na rozgrywanych dwa lata wcześniej mistrzostwach świata w Moskwie. Jej najlepszym wynikiem było tam piąte miejsce na dystansie 5000 m. Ponadto trzykrotnie zdobywała medale mistrzostw Związku Radzieckiego w wieloboju, w tym srebrne w latach 1941 i 1943 oraz brązowy w 1944 roku.
Otrzymała tytuł Zasłużonego Mistrza Sportu ZSRR.